# 안동 운흥동 당간지주
안동 운흥동 당간지주(安東 雲興洞 幢竿支柱)는 경상북도 안동시 운흥동에 있는 당간지주이다. 1979년 1월 25일 경상북도의 유형문화재 제100호로 지정되었다.

## 개요
당간지주는 사찰 입구에 설치하는 것으로, 절에 행사나 의식이 있을 때면 이곳에 당이라는 깃발을 걸어두는데, 이 깃발을 거는 길쭉한 장대를 당간이라 하고, 당간의 양쪽에 서서 이를 지탱시켜주는 두 돌기둥을 당간지주라 한다.
이 당간지주가 속해 있던 절의 이름은 알 수 없으나 동쪽에 있는 동부동5층전탑과 같은 절의 유적으로 보인다. 한국전쟁 때 일부가 파손된 이 당간지주는 양 기둥에 아무런 조각을 새기지 않아 간결하며, 기둥 사이에는 당간을 꽂는 둥근 받침돌이 놓여 있다. 기둥 안쪽면에는 당간을 고정시키기 위한 홈을 파 놓았다.
윗부분의 일부가 파손되어 완전한 모습은 아니나 소박하고 간결한 모습이며, 통일신라시대 작품으로 짐작된다.

## 참고 문헌
- 안동운흥동당간지주 - 국가유산청 국가유산포털